# 2023年俄亥俄州列车脱轨事故

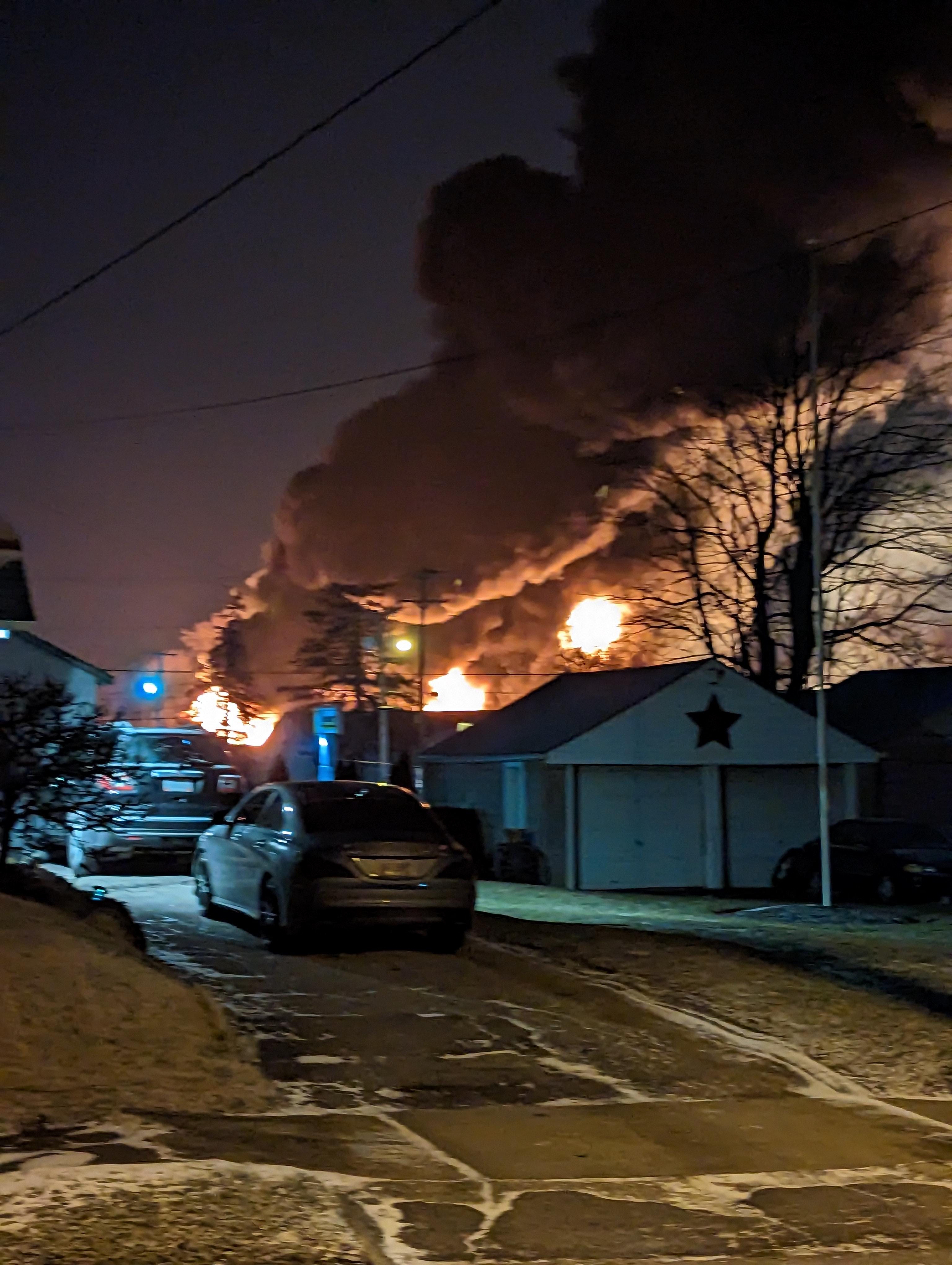
2月3日，一名俄亥俄州东巴勒斯坦居民在前院拍摄到的场景

2023年2月3日晚间8时55分（UTC−5），一列载有氯乙烯等危险化学品的货运列车于美国俄亥俄州东巴勒斯坦脱轨，随即爆炸。事故列车為諾福克南方鐵路32N货运列车，由141辆满载货运车厢、9辆空货运车厢和3台机车组成，当时从伊利诺伊州麦迪逊驶往宾夕法尼亚州康威。
此次脱轨引发超过两天的火灾，为防止进一步爆炸，紧急救援人员应政府官员要求，进行有毒化学物质的控管燒除，释放了有害的氯化氢和光气。事发现场方圆1.6千米范围内的居民被疏散，目前尚无人员伤亡报告。

## 背景
事故中的火车是诺福克南部货运列车，由141辆满载货运车厢、9辆空货运车厢和3台机车组成。列车从伊利诺伊州麦迪逊市圣路易斯铁路总站协会开往宾夕法尼亚州康威市诺福克南方铁路公司。

### 重载列车电控空气制动系统（ECP）
与传统的铁路空气制动器相比，电控气动 (ECP) 制动器可能会将停车距离缩短多达 60%。2014年，国会通过了《铁路安全改进法案》，要求“高危险易燃”列车使用电控空气制动系统（ECP）。事故列车没有配备电空制动，一位前聯邦鐵路管理局官员史蒂文·迪特迈尔 (Steven Ditmeyer)声称，配备它可以减轻事故的严重程度。2017年，铁路行业在共和党和民主党的竞选活动中游说国会，分别花费600多万美元和300多万美元，目的是停止规定在运送危险材料的列车上使用电空制动。交通部 (DOT)在 2018 年废除了一项要求在运载原油等高度易燃危险物质的火车上安装电子控制气动 (ECP) 制动器的安全规定。國家運輸安全委員會的主席解釋虽然此次事故规模很大，但由于事故列车并不符合“高危险易燃”列车的资格，因此就算《铁路安全改进法案》沒有於2017年被废除該列車也不會受法案規管而使用電控氣動制動器。

## 脱轨
2023年2月3日晚上8点55分左右（UTC−5），大约50节车厢在东巴勒斯坦脱轨，在接近俄亥俄州和宾夕法尼亚州边界有约4,700名居民。141节车厢中的20节被归类为运载危险品，其中有5节运载氯乙烯。其他化学品包括易燃液体、丙烯酸丁酯和苯残留物。约48小时后，国家运输安全委员会称自己初步发现其中一节车厢的车轴出现机械问题，导致脱轨。

## 应急响应
近70家俄亥俄州、西弗吉尼亚州和宾夕法尼亚州的应急机构动员赈灾。东巴勒斯坦市长特伦特·康纳韦宣布进入紧急状态。
2月3日，诺福克南方公司人员第一个做出反应。2月4日，他们注意到水泄漏到硫磺泡和莱斯利泡，并安装围栏和底流坝，分离漂浮的污染物。美国国家环境保护局（EPA）也从2月3日开始监测空气质量。根据美国环保局，当地人可以闻到低于筛查水平浓度的丙烯酸丁酯。
2月5日，由于一节火车车厢的温度发生变化，随着大火继续燃烧，人们越来越担忧爆炸以及可能由此产生的碎片。俄亥俄州州长麥克·德文下令强制疏散方圆一英里范围内的所有居民，并启动俄亥俄州国民警卫队协助地方当局。德文说“这是生死攸关的问题。”宾夕法尼亚州州长乔希·夏皮罗也下令在比弗县附近地区的居民撤离。两个州的官员挨家挨户疏散居民。事故引发的大火一直烧到2月5日。
2月6日，为了防止进一步的爆炸，诺福克南部应急小组对五罐氯乙烯进行了控制释放和燃烧。这一举导致该地区上空形成乌云，并放了光气和氯化氢。尽管官员们报告说，空气质量读数没有显示出任何令人担忧的迹象，但附近马宁县和特鲁姆布尔县的居民表示，他们所在地区有化学气味。扬斯敦地区的官员建议居民留在室内。2月7日至8日的空气监测显示，空气中的挥发性有机物浓度提升，且低于筛选水平，懸浮粒子也增加，可能来自烟尘。
2月8日，州和联邦环保局的工作人员注意到土壤上有油污溢出，并通知诺福克南方公司。该公司开始用真空卡车清除油污。
2月9日，美国环保局报告疏散区内外的空气已恢复到正常水平后，疏散被解除。虽然脱轨现场检有有毒物质被发现，但在地区外并没有这些物质。俄亥俄州环保局也报告说，（来自不同的水道的）饮用水无毒。在2月8日的一份测试报告中，俄亥俄州环保局向WKBN现实，水中未检测到氯乙烯、苯、一些氯化有机化合物和其他挥发性有机物。然而，俄亥俄州州长麥克·德文仍建议，在水质完全检测结果前，东巴勒斯坦附近的居民继续饮用瓶装水。自2月9日以来，美国环保局一直在协助诺福克南方和哥伦比亚应急管理局进行室内空气测试。
2月16日，俄亥俄州共和黨參議員傑德·萬斯到訪事故當地視察，發現事故附近水域有大量死魚死蟲並拍攝成視頻發佈在Twitter上。肯特州立大學教授庫爾迪普·辛格（Kuldeep Singh）根據視頻內容判斷，事故產生的化學物質可能已經污染了地下水。
2月23日，美國政府官员表示，列车脱轨事故的原因可能其中是一辆运载聚丙烯的车厢轴承过热。
2月25日，美国环境保护署下令要求诺福克南方公司暂停从俄亥俄州东巴勒斯坦向外运输脱轨事故产生的废弃物。27日恢复运输。废弃物被运输至俄亥俄州的两个地点进行处理。

## 影响

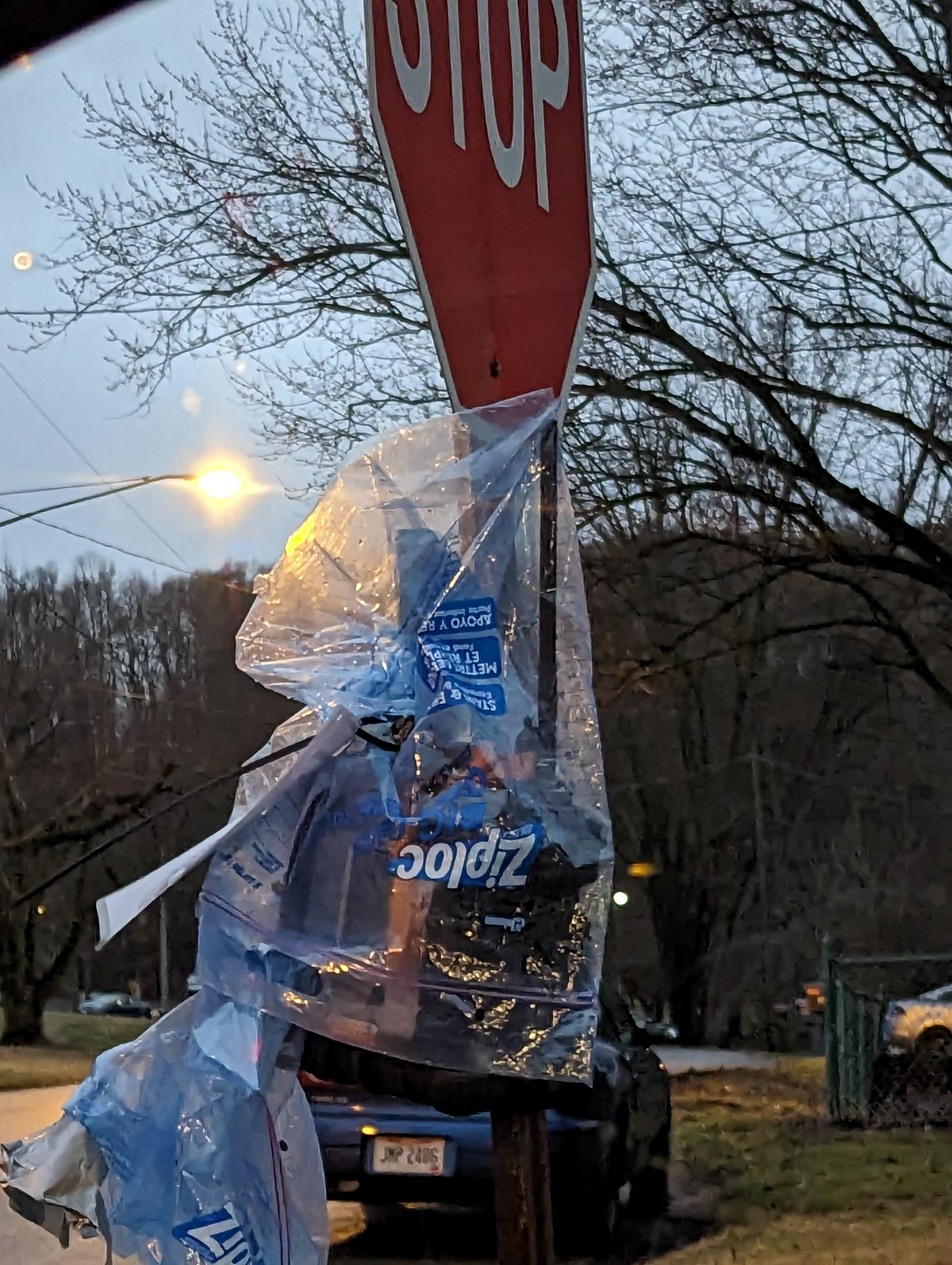

火车脱轨事件再次引发了全国范围内关于行业工作条件和安全问题的讨论，如缺乏现代制动安全法规和实施精确定位铁路（PSR），每列火车减少了铁路工人，增加了火车长度和重量等。批评人士指出，尽管火车公司进行了股票回购，但他们未能用于火车维护以防止事故发生。

### 潜在的健康危害
大量有关患病儿童或死亡宠物和野生动物的报告流传开来。在暴雨排水沟中观察到了碰撞产生的物质，并在硫润、莱斯利润、公牛溪、北福克小海狸溪、小海狸溪和俄亥俄河的样本中检测到了这些物质。一种油性产品渗入土壤，应急响应人员正在评估对水生生物的潜在影响。俄亥俄州自然资源部发布消息称，截至2023年2月8日，化学品泄漏导致7.5英里溪流中约3500条鱼死亡。当地民众对于当地饮用水的担忧也存在，有俄亥俄州参议员问环境保护署局长迈克·里根是否愿意直接饮用东巴勒斯坦地区的饮用水，得到否定的回答。
卡内基梅隆大学化学教授尼尔·多纳休对氯乙烯燃烧过程中可能产生二恶英表示担忧，而米尔肯研究所公共卫生学院院长林恩·戈德曼则更担心残留氯乙烯。气态污染物在空气中迅速消散，但二恶英是持久性的。
俄亥俄州當地媒體WKBN-TV採訪當地危險材料專家西爾·卡賈諾評論事件，西爾·卡賈諾表示事故等同「用化學物質毀了一個小鎮」（basically nuked a town with chemicals），他很驚訝政府那麼快安排居民回家。
一些在事发现场附近居住或工作的人员已被诊断出患上了支气管炎和其他疾病。住在事发现场附近的一位居民表示，在列车脱轨事故发生两天后，她就被诊断出患有化学烟雾引起的急性支气管炎。医护人员同樣怀疑这些疾病与人体接触化学物质有关。

### 逮捕记者
2月8日，在俄亥俄州州长麥克·迪懷恩新闻发布会后的一个体育馆里进行新闻广播时，NewsNation的记者埃文·兰伯特（Evan Lambert）被俄亥俄州公路巡警队的2名州警和俄亥俄州副官部的小约翰·C·哈里斯（John C.Harris Jr.）少将走近，后者警告他不要大声喧哗，导致一场对峙。几名警察干预，用手机和身体摄像头记录。
哈里斯告诉警方，兰伯特咄咄逼人地走近他：“我本能地把手放在他的胸口，以免他撞到我，我觉得如果我没有保护自己，这是不可避免的。”，兰伯特被东巴勒斯坦学校的一名代表要求离开。拒绝后，他被带出体育馆并被捕。他被控犯有非法侵入罪和扰乱治安罪，当天晚些时候被释放。州长麥克·迪懷恩表示兰伯特“有权报道”，并谴责对媒体的阻挠：“这当然是错误的，我不赞成任何事情。事实上，我强烈反对。”
哥伦比亚纳县检察官将此案留给俄亥俄州司法部长。
2月15日，俄亥俄州总检察长在电视节目中表示立案撤销。

### 政治爭議
俄亥俄州在2016年和2020年大選中均支持共和黨籍前總統特朗普，事發時俄亥俄州州長也是共和黨人。
美國運輸部長民主黨的彼得·砵得智2月14日發推文將事故歸咎於前總統當勞·特朗普廢除了一些相關的安全安規，相關觀點遭到共和黨的批評。
2月22日，美国前总统特朗普來到东巴勒斯坦镇，他痛批拜登政府背叛了美国人民。他還带来了14000瓶“特朗普牌矿泉水”。
2月24日，美国总统拜登表示自己目前没有计划前往俄亥俄州东巴勒斯坦镇火车脱轨事故现场。他表示在前往乌克兰和波兰之前，并没有人请求他视察东巴勒斯坦镇事故现场。東巴勒斯坦鎮鎮長批評拜登不關心受影響的美國公民，反而跑到烏克蘭作秀。
3月9日，美国参议院环境和公共工程委员会就俄亥俄火车脱轨事故举行听证会。諾福克南方鐵路首席执行官为铁路事故向受影响社区道歉。

### 外交机构
3月1日，中国驻美国大使馆提醒中国公民谨慎前往东巴勒斯坦市及周边地区。

## 舆论导向
事件发生一周后，污染问题开始在中国大陆媒体上发酵，诸多媒体担忧这次潜在不完全燃烧产生了巨量二𫫇英（即橙剂的主要有害成分）。对此，美国主流媒体直至二月中旬均并未提及这一隐忧，如《纽约时报》着重针对“俄亥俄火车脱轨引发多重阴谋论”等议题展开报道并强调“受控释放及燃烧”以及“『已知並將繼續』釋放的化學物質包括氯乙烯、丙烯酸丁酯、丙烯酸乙基己酯和乙二醇單丁醚”，却全然不提及不完全燃烧会产生二𫫇英的事实及及此次燃烧是否完全等议题，部分文章甚至未提及光气（例如《纽约时报》中文版二月份的两篇报导全然未提及光气）。由于有关部门前期拒绝检测二𫫇英，对二𫫇英的讨论也归入此类阴谋论范畴而不予报道。《美国之音》则直接称《美媒“压着不报”俄亥俄列车脱轨？气球事件余波未平，中国强推新叙事》对中国大陆媒体届开炮，并引用推特博主卡扎克评论称：因为“如果欧美媒体不报道”则简中媒体“没地方抄”，所以如果简体中文媒体“声称‘该信息欧美主流媒体都没有报道’，那么这条简中新闻就有极大概率是伪造的”，并称中国大陆除中国官方（媒体）外批评美国国内媒体“压着不报”的属于（中国）“民族主义博主”。直至三月舆论持续发酵后，美国主流媒体才在长篇辟谣文中简短提及二𫫇英担忧。
时至三月中旬，由于有关部门在舆论压力下对二𫫇英展开了检测，英国媒体开始对美国的检测结果展开报道，称致癌物二𫫇英远远超标。

## 诉讼
2月8日，受影响的企业和当地居民对诺福克南方铁路提起了至少四起集体诉讼。其中一项要求该公司支付居住在出轨方圆30英里范围内的人的医疗筛查和治疗费用。诺福克南方铁路公司开始向当地人提供每人1000美元的付款，以支付“与疏散有关的费用”。一些居民担心接受这些赔偿，会在他们未来向该公司提起法律诉讼时造成负面影响。
2月25日，俄亥俄州一家律师事务所宣布，它已代表当地居民就火车脱轨事件对诺福克南方铁路提起集体诉讼。

## 后续
尽管事故已经过去了一年的时间，但当地居民仍受健康问题困扰。官方一直强调，当地土壤及饮用水是安全的，但当地人却并不这样认为。前俄亥俄州参议员尼娜·特纳在接受采访时说：“从州政府，我认为俄亥俄州政府辜负了东巴勒斯坦镇的居民。到联邦政府，联邦政府的责任最大。美国交通部长布蒂吉格几乎过了三周才到访东巴勒斯坦镇。52周过去了，国会还没有通过（强化铁路货运安全的）法案。因为国会议员们都被收买了，在美国简直可以合法给政治家行贿。铁路行业的游说团体牢牢掌控住了他们，这就是为什么到现在事件调查没什么进展。这就是为什么拜登会傲慢地宣布一年后，才访问东巴勒斯坦镇。为什么还没有针对诺福克南方铁路公司发起刑事调查。这才是我们都应该问的问题”。

## 外部連結
- WKBN-TV專題報道 （页面存档备份，存于）